# مایک هرست
مایک هِـرست (انگلیسی: Mike Hurst؛ زادهٔ ۱۹ سپتامبر ۱۹۴۲) موسیقی‌دان، تهیه‌کننده موسیقی اهل بریتانیا است.
وی با هنرمندان بزرگی چون پرینس و کت استیونز همکاری داشت و تهیه‌کنندهٔ ترانهٔ مشهور نخستین زخم عشق، عمیق‌ترین است بود.